# Басты
Басты (чечен. БIаста, БIаьсте) — покинутый аул в исторической области Малхиста, современный Итум-Калинский район Чеченской Республики, входил в Мельхестинский сельсовет.

## География
Аул расположен на левом берегу реки Бастыхи, на границе с Грузией, к югу от районного центра Галанчож.
Ближайшие населённые пункты: на северо-востоке — бывший аул Геши, на северо-западе — бывшие аулы Бенесты, Цинчемехи, Икильчи и Нахорусты.

## Этимология
БIаьсте переводится с чеченского языка как весна.

## История
Аул Басты ликвидирован в 1944 году после депортации чеченцев. После восстановления Чечено-Ингушской АССР в 1956 году чеченцам было запрещено селиться в данном районе.